# Meinrad Siegl

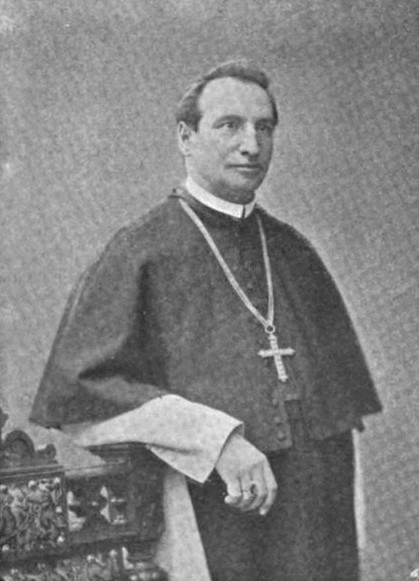
Abt Meinrad Siegl

Meinrad Siegl SOCist (* 16. Oktober 1842 in Stengles, Böhmen als Franz Wenzl Siegl; † 16. November 1911 in Osek) war ein böhmischer Zisterzienser und von 1886 bis 1911 Abt des Klosters Ossegg.

## Leben
Meinrad Siegl wurde 1842 im böhmischen Stengles als Sohn des Bauern Franz Siegl und dessen Ehefrau Theresia geb. Salzer geboren. Nach dem Besuch des Zisterziensergymnasiums in Komotau trat er in das Kloster Ossegg ein. Er studierte Theologie in Innsbruck (1865–1867) und wurde 1867 zum Priester geweiht. In den folgenden Jahren wurde er mit verschiedenen Aufgaben betraut: 1868 Kustos der Stiftsbibliothek, 1869 Novizenmeister und Bibliothekar, 1882 Subprior und 1886 zum Abt gewählt.
Er kümmerte besonders um das Schulwesen der Gemeinde Ossegg und ließ im Kloster und den Pfarreien mehrere Baumaßnahmen durchführen, u. a. wurde in Libkovice eine neue Kirche erbaut. Im Stift führte er den gregorianischen Choralgesang ein. Im Leitungsgremium der österreichisch-ungarischen Zisterzienserkongregation bekleidete er die Funktion eines Assistenten.

## Werke
- Cistercienserstift Ossegg. In: Ein Cisterzienserbuch, herausgegeben von Sebastian Brunner, Würzburg 1881